# Dasylirion berlandieri
Dasylirion berlandieri är en sparrisväxtart som beskrevs av Sereno Watson. Dasylirion berlandieri ingår i släktet Dasylirion, och familjen sparrisväxter. Inga underarter finns listade i Catalogue of Life.

## Bildgalleri

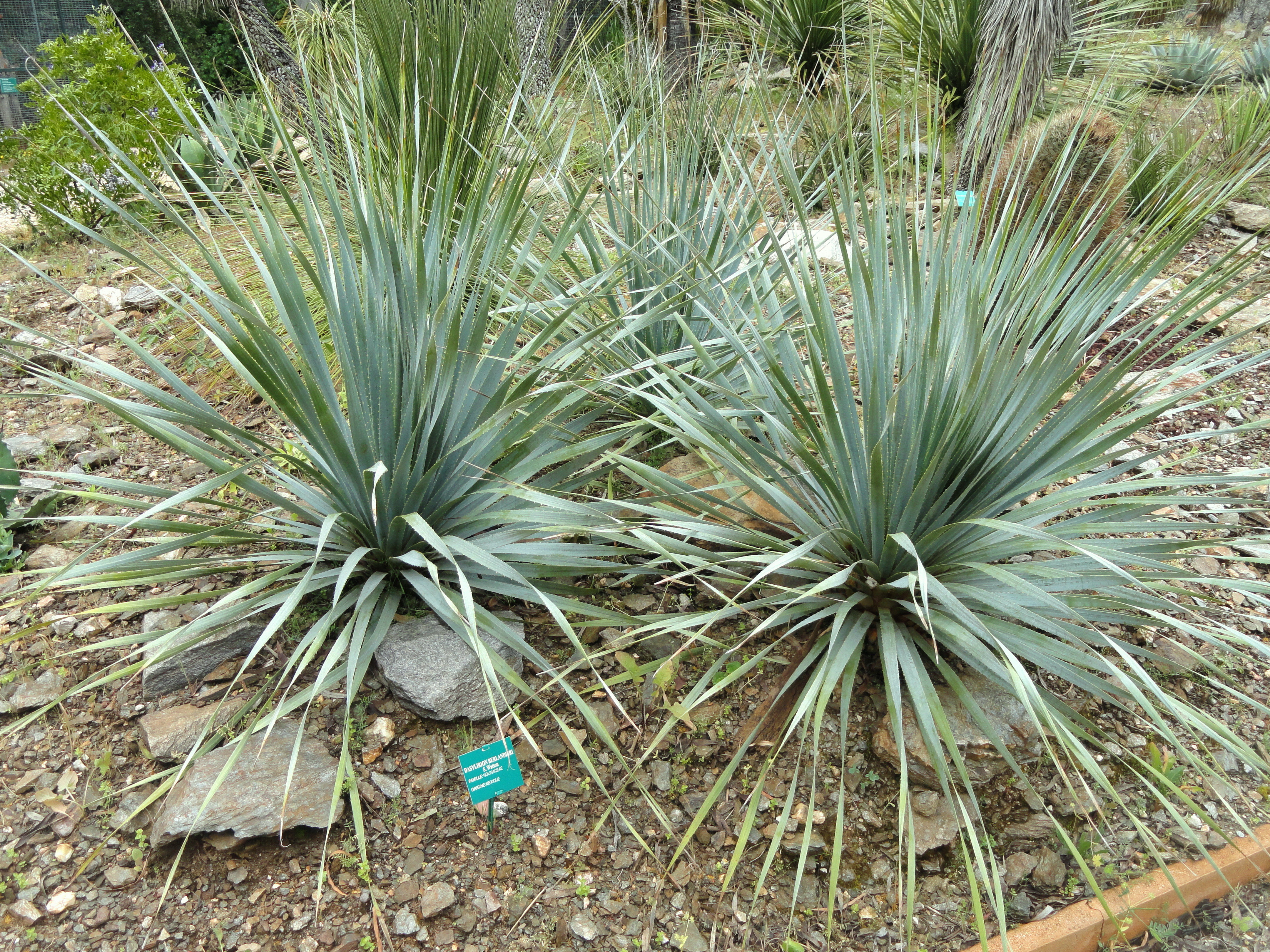
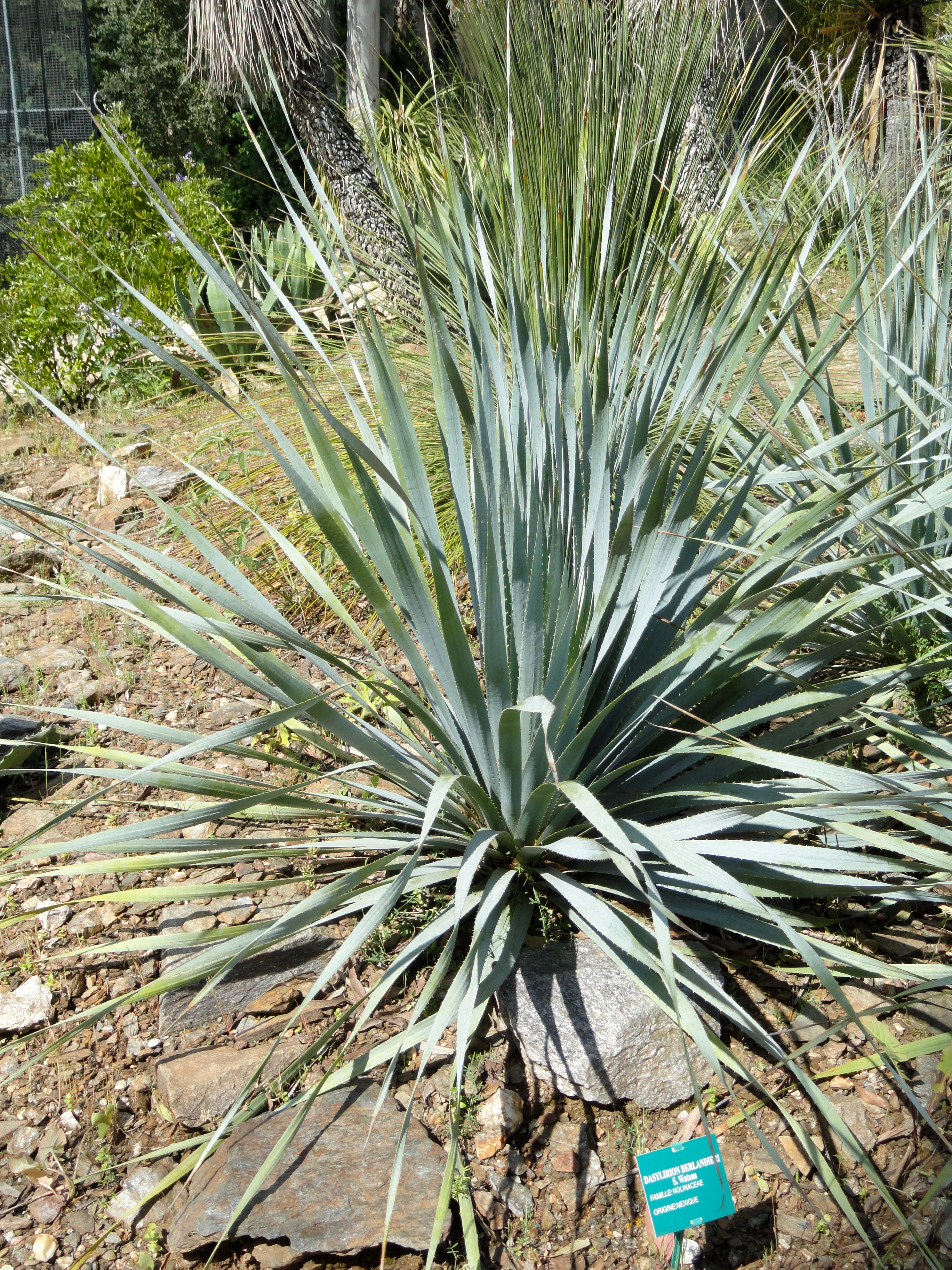